# Arrondissement
Arrondissement (uttal: [arɔndɪsˈmaŋ], "arrondismán", med nasalt n-ljud), även med försvenskad stavning arrondissemang, är en fransk term som bokstavligen betecknar avrundning eller uppdelning (jämför ordet arrondering). Begreppet används i fransk- och nederländsktalande länder för att beteckna ett förvaltningsområde, en domsaga eller en valkrets.

## Belgiska arrondissement
Belgien är indelat i tre regioner, som i sin tur består av tio provinser uppdelade i 43 arrondissement, vilka slutligen är sammansatta av kommuner. Vidare är Belgien indelat i 27 rättsarrondissement (domsagor) samt ett skiftande antal valarrondissement (valkrets).

## Franska arrondissement

I Frankrike används departementalarrondissement (arrondissements départementaux) för att dela in varje departement i underavdelningar. Ett arrondissement kan sedan delas upp i kantoner, som i sin tur är sammansatta av kommuner. Ett departementalarrondissement administreras av en sous-préfet, som är underställd prefekten.
I tre franska städer förekommer i stället kommunalarrondissement, som på ett liknande sätt utgör en underindelning av städerna Paris (20 st), Lyon (9 st) och Marseille (16 st). I Marseille har dock arrondissementen grupperats två och två till åtta sektorer, vilka motsvarar de båda andra städernas arrondissement.
Kommunalarrondissementen administreras av en arrondissementsborgmästare tillsammans med ett arrondissementsråd. Rådet består till en tredjedel av kommunfullmäktigeledamöter valda gemensamt för staden och till två tredjedelar av arrondissementsrådsledamöter valda i respektive arrondissement. Borgmästaren väljs av arrondissementsrådet, men måste vara kommunfullmäktigeledamot vald på stadsnivån. På så sätt finns ett intimt band mellan stadens överordnade borgmästare och de lokala borgmästarna, samtidigt som arrondissementets egna folkvalda till två tredjedelar avspeglar den politiska inriktningen i den egna stadsdelen.

### Paris arrondissement

Skiss över Paris uppdelning i arrondissement

Kvarteren i 14e arrondissement där Montparnasse ligger.

Paris är indelat i 20 arrondissement efter ett spiralformat mönster.
1. Louvre  bland annat Louvren
2. Bourse
3. Temple Le Marais bland annat Centre Culturel Suédois
4. Hotel de Ville bland annat Notre Dame, Le Marais
5. Panthéon
6. Luxembourg
7. Palais Bourbon bland annat Eiffeltornet och svenska ambassaden
8. Elysée bland annat Champs Elysées
9. Opéra
10. Enclose Saint-Laurent
11. Popincourt
12. Reuilly
13. Gobelins
14. Observatoire bland annat studentstaden Cité universitaire med Svenska studenthemmet
15. Vaugirard
16. Passy bland annat Chaillotpalatset
17. Batignolles bland annat Svenska Sofiaförsamlingen (Svenska kyrkan i utlandet)
18. Butte Montmartre Sacré Coeur, Lapin Agile
19. Buttes Chaumont
20. Menilmontant bland annat Père-Lachaise, Flèche d'or Café

Se även:
- La Petite Ceinture

## Kanadensiska arrondissement
I Kanada utgör arrondissement (på engelska kallade boroughs) en underindelning av vissa städer i provinsen Québec, nämligen Grenville-sur-la-Rouge, Longueuil, Lévis, Montréal, Métis-sur-Mer, Québec, Saguenay och Sherbrooke.

## Nederländska arrondissement
Nederländerna är indelat i 19 rättsarrondissement (domsagor).